# Otomops formosus
 Otomops formosus es una especie de murciélago de la familia Molossidae.

## Distribución geográfica
Es endémica de la isla de Java (Indonesia).